# Рязанский троллейбус
Ряза́нский тролле́йбус — система троллейбусного транспорта города Рязани, эксплуатация открыта 6 ноября 1949 года. Рязанский троллейбус является одним из основных видов городского транспорта города, перевозящий ежедневно более 100 тысяч человек, что составляет 35 % от всех городских перевозок.
Троллейбусную систему обслуживает 2 депо: № 2 и № 3 (депо № 1 выпуск троллейбусов на линию в настоящее время не осуществляет, было законсервировано в 2016 году), 6 диспетчерских станций, около 315 километров контактной сети, центральная диспетчерская и аварийные службы. Подвижной состав предприятия оснащён системой спутниковой навигации GPS/Глонасс, а почти на всех городских остановках расположены информационные табло, позволяющие в режиме реального времени узнать количество минут, оставшихся до прибытия троллейбуса. Отследить транспорт также можно на сайте bus62.ru и в приложениях «Умный транспорт», BusTime и «Яндекс.Карты».

## История

### Открытие и первые годы
Распоряжение Совета Министров СССР о строительстве троллейбусной системы в городе Рязани было подписано 25 мая 1949 года, и уже в июне началось строительство первой троллейбусной линии от вокзала Рязань-2 до Ямской (ныне — Театральной) площади. Пробный пуск состоялся 6 ноября 1949 года, а 12 ноября было открыто регулярное движение. На линию вышли троллейбусы МТБ-82.
Уже в следующем, 1950 году, началось развитие троллейбусной сети. 1 сентября 1950 года был открыт участок к Ламповому заводу, куда был продлён первый троллейбусный маршрут: «Рязань-2 — Ламповый завод». 31 декабря 1950 года сдана линия к пос. Дягилево. Открыт второй маршрут: «Пл. Советская — Пос. Дягилево» (современная Соборная площадь — Дягилевский городок).
18 ноября 1951 года открыта линия по улице Дзержинского к больнице имени Семашко, по которой был запущен 3-й маршрут: «Пл. Советская (современная Соборная площадь) — Больница имени Семашко». Тогда же была введена нумерация маршрутов.
В марте 1952 был открыт маршрут № 4: «Рязань-1 — Ямская площадь (ныне — Театральная)». 10 декабря 1953 года была открыта линия по ул. Чкалова до рабочего посёлка Дашки с пуском маршрута № 5: «пос. Дашки (ныне Октябрьский городок) — Ламповый завод (Куйбышевское шоссе)». В это же время были изменены маршруты № 1 и № 4: маршрут № 1 стал: «Рязань-2 — Ямская площадь», маршрут № 4 стал: «Рязань-1 — Ламповый завод».
30 декабря 1953 открыт участок 5-го маршрута к заводу САМ по улице Ряжской (ныне — Есенина).
23 мая 1954 года открыта линия по улице Свободы к пристани с промежуточным кольцом на площади Свободы. Весной 1955 года линия была продлена от пристани к плашкоутному мосту.
Осенью 1956 года была открыта линия по улице Большой (ныне — Гагарина) с пуском маршрута № 6: «Куйбышевское ш. (Ламповый завод) — Радиоинститут».
С 1 февраля 1957 года была введена новая схема:
| № |                                       | Примечание |
| - | ------------------------------------- | ---------- |
| 1 | Пл. Свободы — пос. Дягилево           |            |
| 2 | Пл. Советская — пос. Дягилево         |            |
| 3 | Куйбышевское шоссе — Б-ца им. Семашко |            |
| 4 | Лесопарк — Рязань-1                   |            |
| 5 | ул. Павлова — пос. Дашки              |            |
| 6 | Куйбышевское ш. — Радиоинститут       |            |

9 июля 1957 года запущен маршрут № 7: «Куйбышевское шоссе — Пристань — Лесопарк» по новой линии через Дворец Пионеров и улицу Грибоедова.
28 сентября 1957 года открыто движение по ул. Вокзальной с пуском маршрута № 8: «Рязань-2 — Пристань» через вокзал Рязань-1.
9 августа 1958 года открыта линия по ул. Липецкой (ныне — Маяковского) до завода САМ. Маршруты № 2 и № 5 стали полукольцевыми.
27 июля 1959 года сдан участок до Нового рынка (ныне — площадь Попова) с последующим продлением до него маршрута № 8.

### Развитие

#### 1960-е годы
С 1 сентября 1960 года на полтора года временно закрывается половина троллейбусных маршрутов, в связи с реконструкцией Ямской площади в Театральную. В ноябре того же года троллейбус пошёл в новый район — Городскую Рощу. Была построена линия до улицы Гоголя, куда был продлён маршрут № 6. В следующем, 1961 году, в Рязань поступают новые троллейбусы ЗиУ-5.
Осенью 1961 года построена новая линия до конечной «РТС» (нынешняя Университет МВД России). По новой линии пущен маршрут № 9 «РТС — улица Полетаева», а также продлён маршрут № 4.
В 1963 году сдан путепровод в Приокский посёлок. Через новый путепровод сразу строится троллейбусная линия до Станкозавода. Пуск маршрута № 10: «Пл. Свободы — Станкозавод». Осенью того же года маршрут № 9 продлён до Станкозавода, а 30 декабря маршрут продлевается до завода ТКПО. 3 января 1964 года в Приокский посёлок начинает ходить маршрут № 8 (площадь Попова — Станкозавод), а маршрут № 10 отменён.
17 сентября 1964 года открывается движение через новый путепровод от завода САМ до больницы им. Семашко. Этот год принёс коренное изменение маршрутной схемы в городе, а именно:
- маршрут № 2 перестаёт быть полукольцевым и стал проходить мимо вокзала «Рязань-I» и по улице Маяковского в обоих направлениях: «пос. Дашки — завод САМ (бывшая остановка „ул. Павлова“)»
- маршрут № 3 стал ходить по маршруту «Горроща — Лесопарк»
- маршрут № 4 стал ходить по маршруту «Завод силикатного кирпича (современный круг у завода „Красное знамя“) — Куйбышевское шоссе»
- маршрут № 5 стал ходить по маршруту «пос. Дашки — улица Полетаева» (через площадь Ленина и улицу Есенина)
- маршрут № 10 стал ходить по маршруту «Куйбышевское шоссе — Горроща» (этот маршрут через улицу Есенина проработал около трёх лет)

В декабре 1967 года открыта линия от трамвайного круга в Горроще до улицы Чкалова. Маршрут № 5 стал кольцевым с конечной станцией «Больница имени Семашко». Движение было организовано по внешнему и внутреннему кольцу.
В 1969 году открыта линия к Комбайновому заводу. Изменены маршрут № 4: «Комбайновый завод — Завод силикатного кирпича» - через Приокский посёлок, и маршрут № 9 «Комбайновый завод — улица Полетаева». Осенью 1969 года открывается новая линия в микрорайон Московский — организован маршрут № 10: «Советская площадь — улица Юбилейная».
| №  |                                               | Примечание |
| -- | --------------------------------------------- | ---------- |
| 1  | площадь Советская — пос. Дягилево             |            |
| 2  | пос. Дашки — завод САМ                        |            |
| 3  | Горроща — Лесопарк                            |            |
| 4  | Комбайновый завод — Завод силикатного кирпича |            |
| 5  | Больница им. Семашко — Больница им. Семашко   | кольцевой  |
| 6  | Куйбышевское шоссе — Горроща                  |            |
| 7  | Куйбышевское шоссе — Лесопарк                 |            |
| 8  | Площадь Попова — Станкозавод                  |            |
| 9  | Комбайновый завод — улица Полетаева           |            |
| 10 | площадь Советская — улица Юбилейная           |            |

### 1970-е годы
В 1970 году линия в пос. Дягилево продлена до авиаремонтного завода. Маршрут № 1 стал «площадь Свободы — улица Забайкальская».
В октябре 1972 года получена первая партия ЗиУ-9Б (ЗиУ-682Б).
В 1972 году маршрут № 4 продлён до Московского микрорайона («Комбайновый завод — улица Юбилейная»), открыт дополнительный «пиковый» 11-й маршрут: «улица Юбилейная — площадь Победы».
В 1973 году открывается линия по улице Халтурина. Открыты маршрут № 12 «улица Полетаева — завод Рязцветмет» и маршрут № 13 «завод Рязцветмет — площадь Ленина». Также, в этом году строится продолжение троллейбусной линии в Московском микрорайоне — маршруты № 4, № 10, № 11 продлены до улицы Крупской. В конце года маршрут № 11 продлевается в Горрощу: «улица Крупской — улица Полетаева».
В 1973 году списан последний МТБ-82.
1 ноября 1974 завершено масштабное строительство линий в Дашково-Песочню по улице Горького, ул. Новой и от мясокомбината по Касимовскому шоссе. Пуск маршрута № 14 «площадь Ленина — улица Новосёлов», маршрута № 3 «ЦПКиО — улица Новосёлов».
В 1975 году в Дашково-Песочню пущен дополнительный маршрут № 15: «площадь Свободы — улица Новосёлов». Маршрут № 3 стал проходить через Театральную площадь и улицу Есенина.
В октябре 1975 года открыта линия в микрорайон Канищево. Здесь организовано встречно-кольцевое движение маршрута № 8 и нового маршрута № 16. Далее оба маршрута шли к Мясокомбинату и площади Попова.
Осенью 1977 года, в связи со сдачей путепровода, открыто прямое движение по Куйбышевскому шоссе в сторону Театральной площади маршрутов № 7, № 12, № 13. В этом же году была разобрана проходившая по Шлаковому посёлку линия.
2 ноября 1977 года открыта линия по улице Крупской через Мервино — пуск маршрута № 17 «Улица Крупской — площадь Свободы».
15 декабря 1977 года открыто спрямление от улицы Дзержинского до улицы Халтурина. Старая трасса в районе больницы имени Семашко закрыта и переустроена. Конечная маршрута № 5 перенесена на улицу Строителей.
Осенью 1978 года в Дашково-Песочне открыта линия по улице Новосёлов до больницы № 11. Перенос конечной маршрутов № 2, № 3, № 14, № 15.

### 1980-е годы
В 1981 году открыт вспомогательный маршрут № 18: «Телезавод — площадь Победы».
В 1982 году в Дашково-Песочне построена линия к Шереметьево. Продление маршрута № 15 «площадь Свободы — Шереметьево». Изменение маршрута № 13 «Завод Рязцветмет — Шереметьево», маршрут № 2 «Дашки — пл. Театральная» продлен до ул. Новоселов (до круга у городской больницы № 11).
В 1984 году был списан последний ЗиУ-5.
В 1985 году был продлён маршрут № 15 до улицы Строителей.
Маршруты на 1989 год:
| №  |                                               | Примечание |
| -- | --------------------------------------------- | ---------- |
| 1  | Улица Забайкальская — площадь Советская       |            |
| 2  | Октябрьский городок — Городская больница № 11 |            |
| 3  | Городская больница № 11 — ЦПКиО               |            |
| 4  | Комбайновый завод — улица Крупской            |            |
| 5  | Улица Строителей — улица Строителей           | кольцевой  |
| 6  | Куйбышевское шоссе — памятник Полетаеву       |            |
| 7  | Завод Рязцветмет — Лесопарк                   |            |
| 8  | Площадь Попова — Станкозавод                  |            |
| 9  | Комбайновый завод — ЦПКиО                     |            |
| 10 | Улица Крупской — площадь Свободы              |            |
| 11 | Улица Крупской — памятник Полетаеву           |            |
| 12 | Завод Рязцветмет — памятник Полетаеву         |            |
| 13 | Завод Рязцветмет — Шереметьево                |            |
| 14 | Городская больница № 11 — площадь Ленина      |            |
| 15 | Улица Строителей — Шереметьево                |            |
| 16 | Комбайновый завод — площадь Мичурина          |            |
| 17 | Улица Крупской — площадь Театральная          |            |
| 18 | Телезавод — площадь Победы                    |            |

### Нынешнее состояние

#### 1990-е годы
В 1991 году были закрыты 7 и 11 маршруты в связи с нехваткой подвижного состава.
В 1992 году была осуществлена закупка самой крупной партии ЗиУ-682Г в количестве 117 штук (окончательно партия была введена в эксплуатацию в 1995 году).
В 1993 году открывается Депо-3 (строительство начато в 1985 году). Служебная линия до улицы Зубковой и Депо-3 стала использоваться, как пассажирская. Сюда был продлён маршрут № 2 «Октябрьский городок — Троллейбусное депо № 3».
В ноябре 1993 года в город поступили пять сочленённых ЗиУ-683Б.
С 1996 года в троллейбусах появились кондукторы.

#### 2000-е годы
Начиная с 2000 года, бурный рост коммерческих маршрутов приводит к значительному оттоку пассажиров с муниципальных троллейбусных и автобусных маршрутов.
В 2002 году закрыты 4 и 18 маршруты.
В 2003 году в город поступили 15 ВЗТМ-5284 и 2 — ЗиУ-682Г0Р, что является первой крупной закупкой с 1992 года.

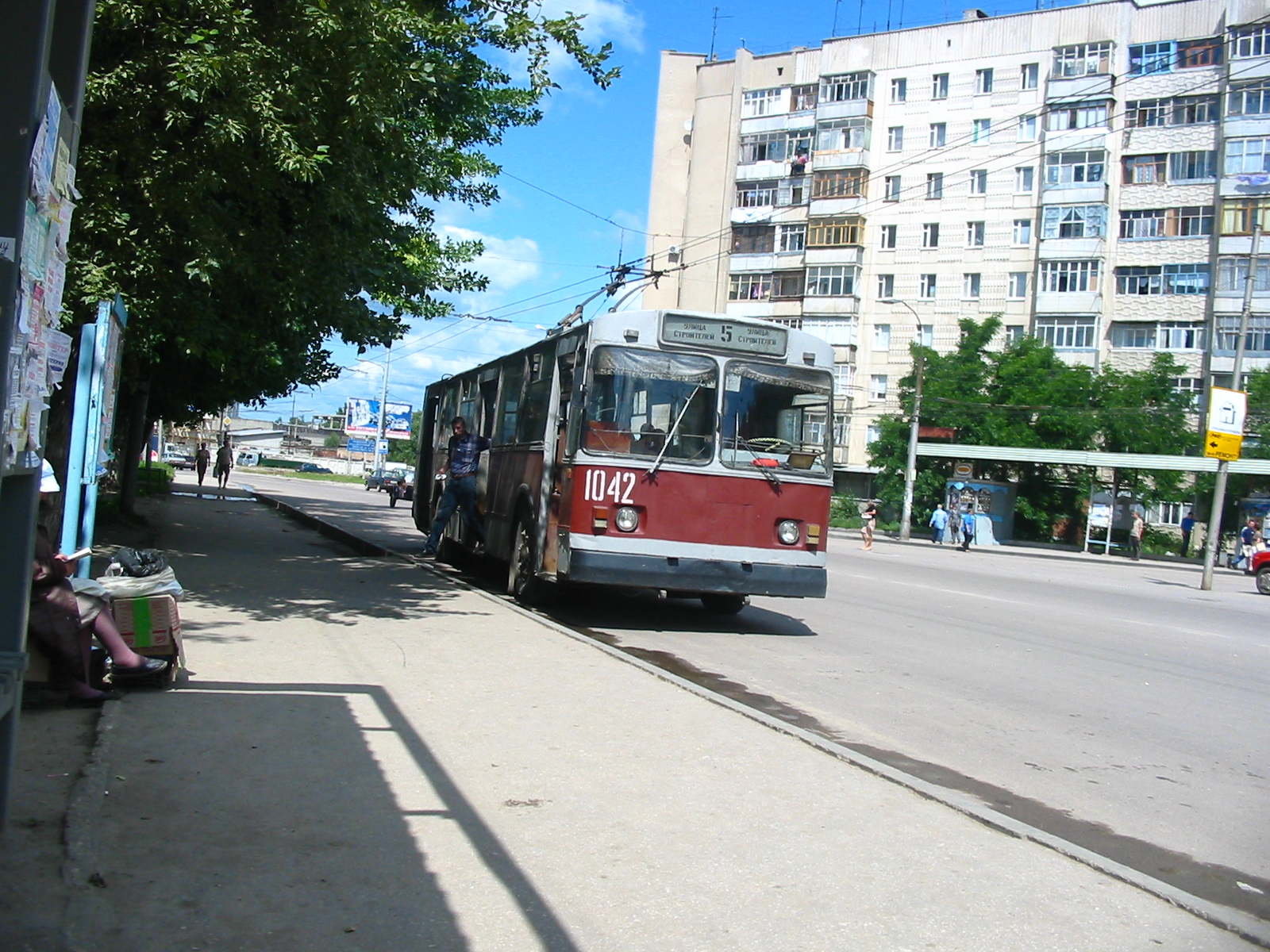
Основной подвижной состав в 2004 году

В феврале 2007 года в состав Управления рязанского троллейбуса (УРТ) передано предприятие «Рязанский Трамвай». УРТ переименован в ТТУ (Троллейбусно-Трамвайное Управление).
В 2008—2009 годах закуплено 23 машины — 13 из них в новом кузове «Слобода».

#### 2010-е годы
18 января 2010 года закрывается 14-й маршрут (причина — низкий пассажиропоток).
15 апреля 2010 года закрывается трамвайное движение, в связи с чем МУП ТТУ переименовано обратно в МУП УРТ.
19 декабря 2011 года открыты новые маршруты: № 4 «Телезавод — улица Крупской» и № 18 «Телезавод — площадь Соборная» по новой троллейбусной линии через проезд Шабулина.
16 февраля 2012 года маршрут № 4 продлён до Комбайнового завода.
С 8 октября 2012 года в рамках эксперимента путь следования трёх выходов маршрута № 10 продлён до остановки «Речной вокзал», находящийся в Лесопарке. Эксперимент завершён 1 декабря.
11 февраля 2013 года закрыт маршрут № 18, изменён маршрут № 8 — он стал ходить по проезду Шабулина в Канищево до Телезавода и не заезжает в Приокский: «Телезавод — площадь Попова».
В 2014 году Рязанский троллейбус получил премию «Золотая колесница» и звание лучшего предприятия общественного транспорта в России.
С 27 июля 2015 года маршрут № 8 продлён до Комбайнового завода.
1 декабря 2015 года продлены маршруты № 8 и № 10. Маршрут № 8 стал: «Комбайновый завод — Депо 3», Маршрут № 10 — «улица Крупской — площадь Попова».
С 1 мая 2016 года маршрут № 8 возвращается на улицы Приокского посёлка. Новый путь следования: Комбайновый завод — улица Октябрьская — Таможня, далее к Депо-3 без изменений.
20 января 2017 года маршрут № 17 изменил путь следования и стал ходить к заводу «Рязцветмет» вместо Театральной площади.
В начале января 2018 года из Москвы поступило 10 троллейбусов. 24 января все они вышли на линии.
В марте 2018 года, в связи со строительством спортивного комплекса «Под мостом», снята линия в Лесопарк, что послужило окончательным закрытием маршрута № 7. На данный момент дорога, по которой ездил троллейбус, стала полностью пешеходной.
С февраля 2019 года маршрут № 12 продлён до конечной «Октябрьский городок».
В декабре 2019 года объявлено о поступлении в начале 2020 года в Рязань 78 троллейбусов из Москвы.
31 декабря 2019 года в депо № 3 прибыли 5 троллейбусов Тролза-5265 «Мегаполис» из московской партии.

#### 2020-е годы
18 марта 2020 года вышли первые троллейбусы, работавшие в Москве:
- Тролза-5265 «Мегаполис» (№ 3095, 3096)
- Тролза-6206 «Мегаполис» (№ 3093, 3097)
- ВМЗ-5298.01 «Авангард» (№ 3094).

Они начали работу на маршрутах № 3 и 5.
В сентябре 2020 года выпуск на маршруты № 2 и 6 не осуществлялся в связи с нехваткой подвижного состава и медленной подготовкой московских троллейбусов. Таким образом, вокзал «Рязань-I» оказался вне транспортной доступности.
В связи с реконструкцией Лыбедского моста на ул. Ленина, с 15 октября 2020 года по август 2021 года был изменён ряд маршрутов, а именно: № 3, 5, 6, 8, 10.
15 мая 2021 года, в связи с реконструкцией Касимовского шоссе и улицы Советской Армии по федеральной программе «Безопасные и качественные автодороги», была приостановлена работа маршрутов № 3, 8, 13 и 15. В качестве компенсации был увеличен выпуск на автобусных маршрутах № 6, 16 и 17.
28 июня 2021 года временно восстановлена работа троллейбусного маршрута № 6, но изменён маршрут: теперь троллейбусы заезжают на улицу Вокзальную. Таким образом, решилась ситуация с транспортной доступностью к вокзалу «Рязань-I».
26 июля 2021 года работа маршрутов № 3, 8, и 13 восстановлена. Также был анонсирован перезапуск маршрута № 2 с новыми конечными пунктами: Шереметьево — Вокзал «Рязань-II». Уже на следующий день он был запущен вместо маршрута № 6. Маршрут № 15 не был запущен, в связи с ремонтом ул. Новой. По этой же причине, маршрут № 2 был временно запущен через ул. Ленина и ул. Соборную.
4 октября 2021 года был вновь запущен маршрут № 15. Также, маршрут № 2 был продлён до Октябрьского городка и вернулся на свою основную трассу (через ул. Новую и ул. Маяковского), а маршрут № 12 вновь был сокращён до к/ст «Памятник Фёдору Полетаеву».
14 апреля 2022 года был совершил последний рейс единственный на тот момент троллейбус ЗиУ-683Б под № 3002. Дальнейшая его судьба остается под вопросом, но активисты планируют выкупить этот троллейбус для музейной коллекции. Сейчас на линии среди сочлененных троллейбусов остались только троллейбусы, привезённые из Москвы.
24 мая и 1 июня 2022 года этот же ЗиУ-683Б разово появлялся на линии, в связи с поломкой всех трёх московских троллейбусов. Сейчас[когда?] из них работает только одна машина — № 3093.
13 июля 2022 года из-за нехватки подвижного состава были закрыты маршруты № 4 (временно, до 1 октября) и № 17.
В августе 2022 года и. о. губернатора Рязанской области Павел Малков анонсировал закупку 10 новых троллейбусов, а также б/у троллейбусов из Санкт-Петербурга. 26 августа 2022 года в депо № 3 прибыли 10 новых троллейбусов ПКТС-6281 «Адмирал». 8 сентября состоялась их презентация, а на следующий день они вышли на линию. Троллейбусы были распределены между двумя депо по 5 машин, все они работают на маршрутах.
22 сентября 2022 года в Рязань прибыли 10 троллейбусов, работавших в Санкт-Петербурге, а именно:
- ВМЗ-5298.01 (ВМЗ-463) (4 шт.)
- ВМЗ-5298.01 «Авангард» (3 шт.)
- БКМ-321 (3 шт.)
- ПТЗ-5283 (1 шт.)

Все они прошли капитальный ремонт. 30 сентября из них вышли первые два троллейбуса — ВМЗ-463.
1 октября 2022 года закрыт маршрут № 2, а также восстановлен временно закрытый маршрут № 4.
29 декабря 2022 года Рязанская область закупила и передала МУП УРТ 10 троллейбусов МАЗ-203т с автономным ходом до 20 км
В течение 2023 года было получено ещё 15 новых троллейбусов.

## Управляющая организация
Эксплуатацию троллейбусной сети осуществляет муниципальное предприятие «Управление Рязанского троллейбуса».
Троллейбусный парк состоит из трёх депо:
- № 1. Открыто в 1958 году. С 26 июня 2016 находится в законсервированном состоянии, контактная сеть снята.
- № 2. Открыто в 1969 году. Обслуживает маршруты 1, 4, 9, 10, 16, 16А.
- № 3. Открыто в 1993 году. Обслуживает маршруты 3, 5, 12, 13.

Нумерация линейных троллейбусов четырёхзначная. Первая цифра означает принадлежность к конкретному депо (исключение — троллейбусы из 1 депо, которые были переданы в депо 2 и 3). Остальные три цифры — порядковый номер внутри каждого депо.

## Маршруты
В Рязани действуют 10 троллейбусных маршрутов:

### Действующие маршруты
| Действующие маршруты |                                                | |                   |
| №                    | Конечные пункты                                | Маршрут следования | Примечание        |
| 1                    | Забайкальская улица — Соборная площадь         | Забайкальская (конечная) — Гостиница «Байкал» — Ул. Забайкальская — Дягилевский городок — Рязанские сады — Элеватор — Ул. Заводская — Станция Дягилево — ТРЦ «Марко Молл» — ул. Юбилейная — Ул. Коломенская — Рязанская таможня — Университет МВД России — Автовокзал Центральный — ТРЦ «Премьер» — ТД «Барс» — Ул. Вокзальная — Пл. Победы — Гостиница «Первомайская» — Дом Художника — Пл. Ленина — Детский мир — Пл. Соборная (конечная) |                   |
| 3                    | Городская больница № 11 — ЦПКиО                | Горбольница № 11(конечная) — Кинотеатр «Октябрь» — Ул. Новосёлов — Ул. Советской Армии — Касимовское шоссе — Кально́е — Электросеть — Мясокомбинат — Ул. Грибоедова — Пл. Свободы — РГУ им. С. А. Есенина — Художественный музей — Цирк — Библиотека им. Горького — Детский мир — Пл. Ленина — Дом художника — Кинотеатр «Дружба» (обратно минует, так как на обратном пути ООТ нет) — Управление Рязанского Троллейбуса — Музыкальное училище — Ул. Стройкова — Ул. Гагарина — Радиоуниверситет — Памятник Ф.Полетаеву — Ул. Островского — ЦПКиО(конечная) В обратное направление — через ООТ «Ул. Братиславская» и далее к ООТ «Радиоуниверситет».                                                                                              |                   |
| 4                    | Комбайновый завод — Улица Крупской             | Комбайновый завод (конечная) — Дягилевская ТЭЦ — ТКПО — Ул. Интернациональная (по требованию) — ГПТУ — Телезавод — Больничный комплекс — Школа — Аптека «Алфавит» — 3-й квартал — Муниципальный рынок — Интернациональная, 23 — Троллейбусное депо № 2 — Спорткомплекс «Чайка» — Ул. Коломенская — Ул. Юбилейная — Ул. Великанова — Ул. Крупской (конечная) (в обратном направлении от конечной до спорткомплекса «Чайка»: Ул. Крупской (конечная) — Школа — Пл. Новаторов — Народный бульвар — Бульвар Победы) |                   |
| 5                    | Улица Строителей — Улица Строителей            | Ул. Строителей — Лицей № 7 — Ул. Ленинского Комсомола — Кардиодиспрасер — Дворец Молодёжи — Полетаевский рынок — Радиоуниверситет — Больница им. Семашко — Спортивная — Завод САМ — Приобанк — Пл. Театральная (в центр, рядом со Сбербанком) — ТЦ «Атрон-Сити» (в сторону Пл. Театральной) — Памятник И. Павлову — Политехнический институт (в сторону пл. Театральной) — Цирк (в сторону пл. Театральной) — Библиотека им. Горького (в центр) — Детский мир (в центр) — Пл. Ленина — Дом Художника — Гостиница «Первомайская» — Пл. Победы —Ул. Вокзальная — Вокзал «Рязань-II» — Ул. Чкалова — Чаеразвесочная фабрика — Кондитерская фабрика — Завод ЖБИ-2 — Ул. Строителей В обратное направление — те же ООТ в обратной последовательности. | Кольцевой маршрут |
| 9                    | Комбайновый завод — ЦПКиО                      | Комбайновый завод(конечная) — Дягилевская ТЭЦ — ЗаводТКПО — Ул. Промышленная (по требованию) — Ул. Космонавтов — Станкозавод — Ул. Карла Маркса — Клуб завода «ТКПО» — Ул. Бронная — Ул. Пирогова — Памятник Братству по оружию — Рязанская таможня — Университет МВД России — Автовокзал Центральный — ТРЦ «Премьер» — ТД «Барс» — ул. Вокзальная — Пл. Победы — Кинотеатр «Дружба» (обратно минует, так как на обратном пути ООТ нет) — Управление Рязанского Троллейбуса — Музыкальной училище — Ул. Стройкова — Ул. Гагарина — Радиоуниверситет —Ул. Братиславская — ЦПКиО(конечная) В обратное направление — через ООТ «Ул. Островского», «Памятник Ф.Полетаеву» и далее к ООТ «Радиоуниверситет».                                          |                   |
| 10                   | Ул. Крупской — Площадь Попова                  | Ул. Крупской(конечная) — Ул. Великанова — Детская школа искусств — Народный бульвар — Бульвар Победы — Рязанская таможня — Университет МВД России — Автовокзал Центральный — ТРЦ «Премьер» — ТД «Барс» — Ул. Вокзальная — Пл. Победы — Гостиница «Первомайская» — Дом Художника — Пл. Ленина — Детский мир (только в сторону ул. Крупской) — Библиотека им. Горького — Художественный Музей — РГУ им. С. А. Есенина — Пл. Свободы — Ул. Грибоедова — Мясокомбинат — Пл. Попова (конечная) |                   |
| 12                   | Памятник Фёдору Полетаеву — Завод «Рязцветмет» | Памятник Ф.Полетаеву(конечная) — Радиоуниверситет — Больница им. Семашко — Ул. Спортивная — Онкодиспансер — Рембыттехника — Ул. Лизы Чайкиной — Завод Теплоприбор — ДСК — Автоцентр — Завод «Рязцветмет»(конечная) (на обратном пути — от ООТ «Теплоприбор» к ООТ «Проезд Яблочкова», далее до ООТ «Радиоуниверситет», после — «Ул. Братиславская» (в сторону психбольницы) и к конечной «Памятник Ф.Полетаеву») |                   |
| 13                   | Завод «Рязцветмет» — Шереметьево               | Завод «Рязцветмет»(конечная) — Автоцентр — ДСК — Завод Теплоприбор — Строительный колледж — Музыкальный театр — Пл. Театральная (рядом с Драмтеатром (в обратном направлении — на противоположной стороне, в сторону п. Шлаковый)) — Пл. Театральная (в Песочню, в обратную сторону минует, так как ООТ нет) — Городская больница № 4 — Ул. Грибоедова — Мясокомбинат — Электросеть — Кально́е — Касимовское шоссе — Ул. Советской Армии — Ул. Новосёлов — Кинотеатр «Октябрь» — Горбольница № 11 — Стоматологическая поликлиника — Шереметьево (конечная) |                   |
| 16                   | Комбайновый завод — Площадь Мичурина           | Комбайновый завод (конечная) — Дягилевская ТЭЦ — ТКПО — Ул. Интернациональная — ГПТУ — Телезавод — Областная клиническая больница — Школа — Аптека «Алфавит» — 3-й квартал — 2-й квартал — Парк им. Гагарина — ДК «Приокский» — Клуб завода «ТКПО» — Ул. Бронная — Ул. Пирогова — Памятник Братству по оружию — Рязанская таможня — Университет МВД России — Автовокзал Центральный — ТРЦ «Премьер» — ТД «Барс» — Ул. Вокзальная — Пл. Победы — Гостиница «Первомайская» — Дом Художника — Медуниверситет — Центральный рынок — Стадион «Спартак» (в центр) — Площадь Мичурина (конечная) |                   |
| 16А                  | ул. Семчинская — Площадь Мичурина              | Пос. Семчино (конечная) — ул. Семчинская — ул. Трёхреченская — ул. Дачная — Телезавод — Областная клиническая больница — Школа — Аптека «Алфавит» — 3-й квартал — 2-й квартал — Парк им. Гагарина — ДК «Приокский» — Клуб завода «ТКПО» — Ул. Бронная — Ул. Пирогова — Памятник Братству по оружию — Рязанская таможня — Университет МВД России — Автовокзал Центральный — ТРЦ «Премьер» — ТД «Барс» — Ул. Вокзальная — Пл. Победы — Гостиница «Первомайская» — Дом Художника — Медуниверситет — Центральный рынок — Стадион «Спартак» (в центр) — Площадь Мичурина (конечная) |                   |

### Закрытые маршруты
| Закрытые маршруры |                                                | |                               | |  |
| №                 | Последние конечные пункты                      | Последний маршрут следования | Дата закрытия                 | Примечание |  |
| 2                 | Шереметьево — Октябрьский городок              | Октябрьский городок(конечная) — Завод ЖБИ-2 — Кондитерская фабрика — Чаеразвесочная фабрика — Ул. Чкалова — Вокзал «Рязань II» — Первомайский проспект(расположена на ул. Вокзальной) — Вокзал «Рязань I» — Первомайский рынок — Дом художника — Медуниверситет — Центральный рынок — Стадион «Спартак»(в обратном направлении) — Пл. Мичурина — Завод САМ(школа) — Дом Печати — Николо-Ямской храм(в обратном направлении) — Ул. Новая — ТД «Гермес» — Автобусный парк — Ул. Гражданская — Кально́е — Касимовское шоссе — Ул. Советской Армии — Ул. Новосёлов — Кинотеатр «Октябрь» — Горбольница № 11 — Стоматологическая поликлиника — Шереметьево(конечная) ? | 1 октября 2022 г.             | |  |
| 6                 | Завод «Рязцветмет» — Памятник Фёдору Полетаеву | Завод «Рязцветмет»(конечная) — Автоцентр — ДСК — Завод Теплоприбор — Строительный колледж — Музыкальный театр — Пл. Театральная (рядом со Сбербанком(в обратном направлении — напротив Драмтеатра, в сторону п. Шлаковый)) — ТД «Атрон»(в обратное направление — в прямом направлении ООТ нет) — Памятник Павлову — Политехнический институт(в обратном направлении — в прямом направлении ООТ нет) — Цирк(в прямом направлении — в обратном направлении ООТ нет) — Детский мир(в прямом направлении — в обратном направлении ООТ нет) — Пл. Ленина — Дом Художника — Гостиница «Первомайская»(в обратном направлении) — Кинотеатр «Дружба»(в прямое направление — в обратное не существует) — Управление Рязанского Троллейбуса — Музыкальное училище — Ул. Стройкова — Ул. Гагарина — Радиоуниверситет — Ул. Братиславская(в прямом направлении, со стороны Общежития РГРТУ № 1) — Памятник Ф. Полетаеву(конечная) | 27 июля 2021 г.               | |  |
| 7                 | Площадь Свободы — Лесопарк                     | Пл. Свободы — Торговый городок — Речной вокзал — Лесопарк | март 2018 г.                  | Работал в летний период и, по некоторым данным, не имел собственного номера. Ранее закрывался в 1991 году, одновременно с маршрутом № 11.                                 |  |
| 8                 | Комбайновый завод — Троллейбусное депо № 3     | Комбайновый завод(конечная) — Дягилевская ТЭЦ — Завод ТКПО — Ул. Космонавтов — Станкозавод(в прямом направлении) — Ул. Карла Маркса — Клуб завода ТКПО — Ул. Бронная — Ул. Пирогова — Памятник Братства по оружию — Рязанская таможня — Университет МВД России — Автовокзал Центральный — ТРЦ «Премьер» — ТД «Барс» — Ул. Вокзальная — Пл. Победы — Гостиница «Первомайская» — Дом Художника — Пл. Ленина — Детский мир(в обратном направлении) — Библиотека им. Горького(в прямом направлении) — Цирк(в обратном направлении) — Политехнический институт(в прямом направлении) — Памятник Павлову — ТЦ «Атрон-Сити»(в прямом направлении) — Пл. Театральная(в прямом направлении — в сторону Театра кукол, в обратном — рядом со Сбербанком) — Городская больница № 4 — Ул. Грибоедова — Мясокомбинат — Электросеть — Кально́е — Касимовское шоссе — Ул. Советской Армии — Ул. Новосёлов — Магазин «Ряаньвест»(в прямом направлении) — Ул. Зубковой(в прямом направлении) — Троллейбусное Депо № 3(конечная) В обратном направлении — от ООТ «Троллейбусное Депо № 3(конечная)» к ООТ "ДС «Олимпийский», ООТ «Почта» и далее по обратному маршруту к ООТ «Ул. Новосёлов». | 4 сентября 2021 г. (де-факто) | Последние 3 изменения: - 11 февраля 2013 года — «Телезавод — Пл. Попова» - январь 2017 — «Телезавод — Троллейбусное депо № 3» - с марта 2018 — последний вариант маршрута |  |
| 11                | Ул. Крупской — Памятник Фёдору Полетаеву       | Ул. Крупской (конечная) — Школа — Пл. Новаторов — Народный бульвар — Детский мир (ныне — Бульвар Победы) — Кинотеатр «Москва»(ныне — Рязанская таможня) — Дом Книги(ныне — Университет МВД России) — Центральный универмаг(ныне — ТД «Барс») — Ул. Вокзальная — Кинотеатр «Дружба»(в прямое направление — в обратное не существует) — Управление Рязанского Троллейбуса — Музыкальное училище — Ул. Стройкова — Ул. Гагарина — Радиоинститут — Ул. Братиславская(в прямом направлении, со стороны Общежития РГРТУ № 1) — Памятник Ф. Полетаеву(конечная) | 1991 г.                       | Закрыт одновременно с маршрутом № 7. Названия ООТ даны на момент закрытия маршрута.                                                                                       |  |
| 14                | Городская больница № 11 — Площадь Ленина       | Горбольница № 11(конечная) — Кинотеатр «Октябрь» — Ул. Новосёлов — Ул. Советской Армии — Касимовское шоссе — Кально́е — Ул. Гражданская — Автобусный парк — ТД «Гермес» — Ул. Новая — Николо-Ямской храм — Дом Печати — Ул. Горького(ныне не существует) — Педагогическое училище(ныне не существует) — Центральный рынок(ныне не существует) — Пл. Ленина(конечная)(как конечная станция ныне не существует) Обратное направление — с ООТ «Пл. Ленина(конечная)» к ООТ «Медуниверситет» и далее в обратном направлении с ООТ «Центральный рынок». | 18 января 2010 г.             | |  |
| 15                | Шереметьево — Памятник Фёдору Полетаеву        | Шереметьево (конечная) — Стоматологическая поликлиника — Горбольница № 11 — Кинотеатр «Октябрь» — Ул. Новосёлов — Ул. Советской Армии — Касимовское шоссе — Кально́е — Ул. Гражданская — Автобусный парк — ТД "Гермес — Ул. Новая — Пл. Театральная (рядом с Драмтеатром (в обратном направлении — на противоположной стороне, в сторону п. Шлаковый)) — Приобанк — Завод САМ — Спортивная — Больница им. Семашко — Радиоуниверситет — Ул. Братиславская(в прямом направлении, со стороны Общежития РГРТУ № 1) — Памятник Ф. Полетаеву(конечная) | 12 декабря 2021 г. (де-факто) | |  |
| 17                | Ул. Крупской — Завод «Рязцветмет»              | Ул. Крупской (конечная) — Школа(ул. Крупской) — пл. Новаторов — Сельхозакадемия — Городская больница № 10 — 7-й Мервинский проезд — Ростелеком — Автовокзал Центральный — ТРЦ Премьер — ТД Барс — Вокзальная — пл. Победы — Кинотеатр «Дружба»(в прямое направление — в обратное не существует) — Управление Рязанского Троллейбуса — Музыкальное училище — Ул. Стройкова — Ул. Гагарина — Больница им. Семашко — Спортивная — Завод САМ — Приобанк — Пл. Театральная (в сторону п. Шлаковый (в обратном направлении — рядом с Драмтеатром) — Музыкальный театр — Строительный колледж — Завод теплоприбор — ДСК — Автоцентр — Завод «Рязцветмет»(конечная) | 13 июля 2022 г.               | |  |
| 18                | Телезавод — Соборная площадь                   | Телезавод (конечная) — Больничный комплекс — Школа — Аптека «Алфавит» — 3-й квартал — 2-й квартал — Парк им. Гагарина — ДК «Приокский» — Клуб завода «ТКПО» — Ул. Бронная — Ул. Пирогова — Памятник Братству по оружию — Рязанская таможня — Университет МВД России — Автовокзал Центральный — ТРЦ «Премьер» — ТД «Барс» — Ул. Вокзальная — Пл. Победы — Гостиница «Первомайская» — Дом Художника — Пл. Ленина — Детский мир — Пл. Соборная (конечная) | 11 февраля 2013 г.            | Ранее проходил по маршруту «Телезавод — Площадь Победы» (маршрут закрыт в 2002 году). В последней своей версии был открыт 19 декабря 2011 года.                           |  |

## Подвижной состав

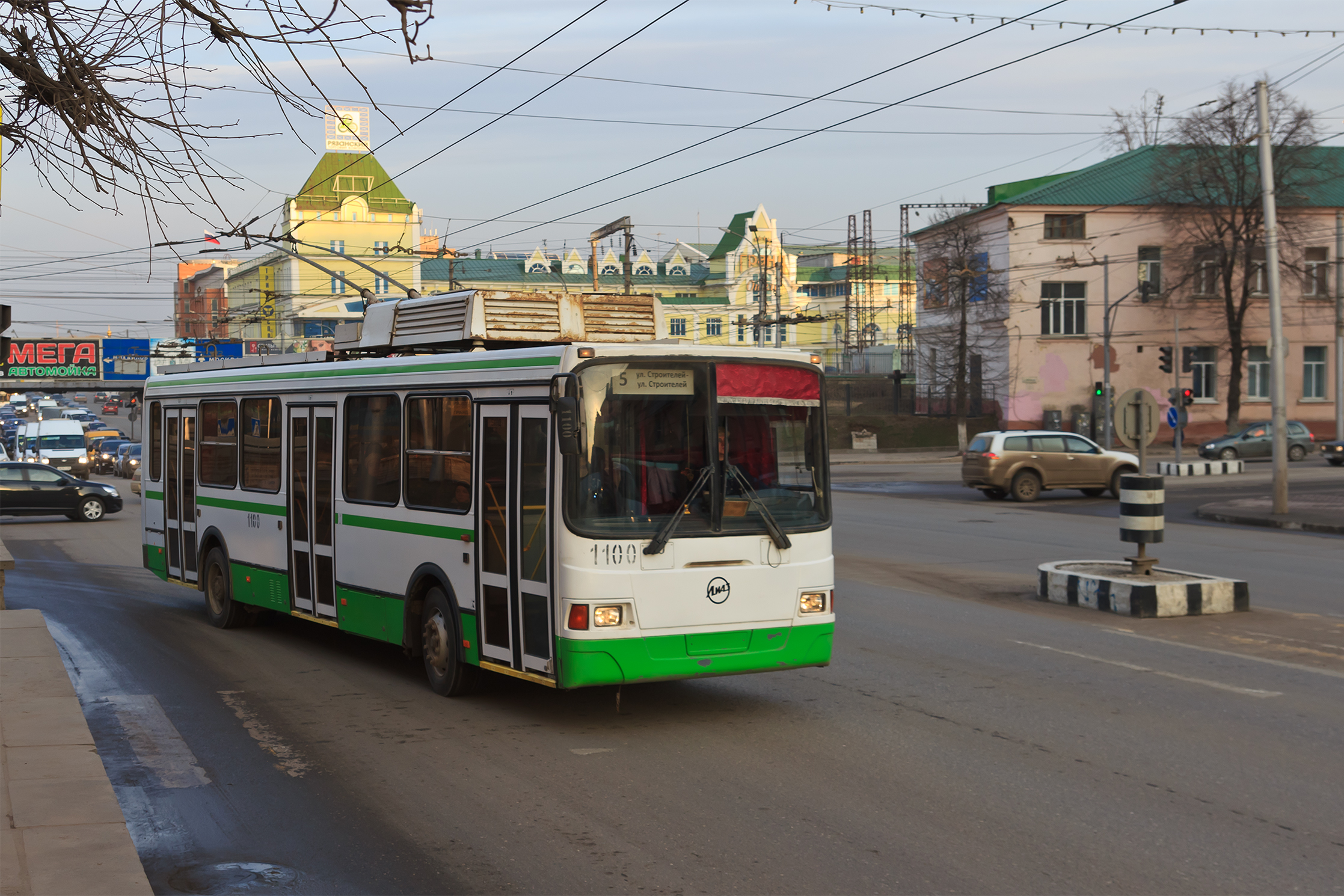
Троллейбус ЛиАЗ-5280 № 1100 на маршруте № 5

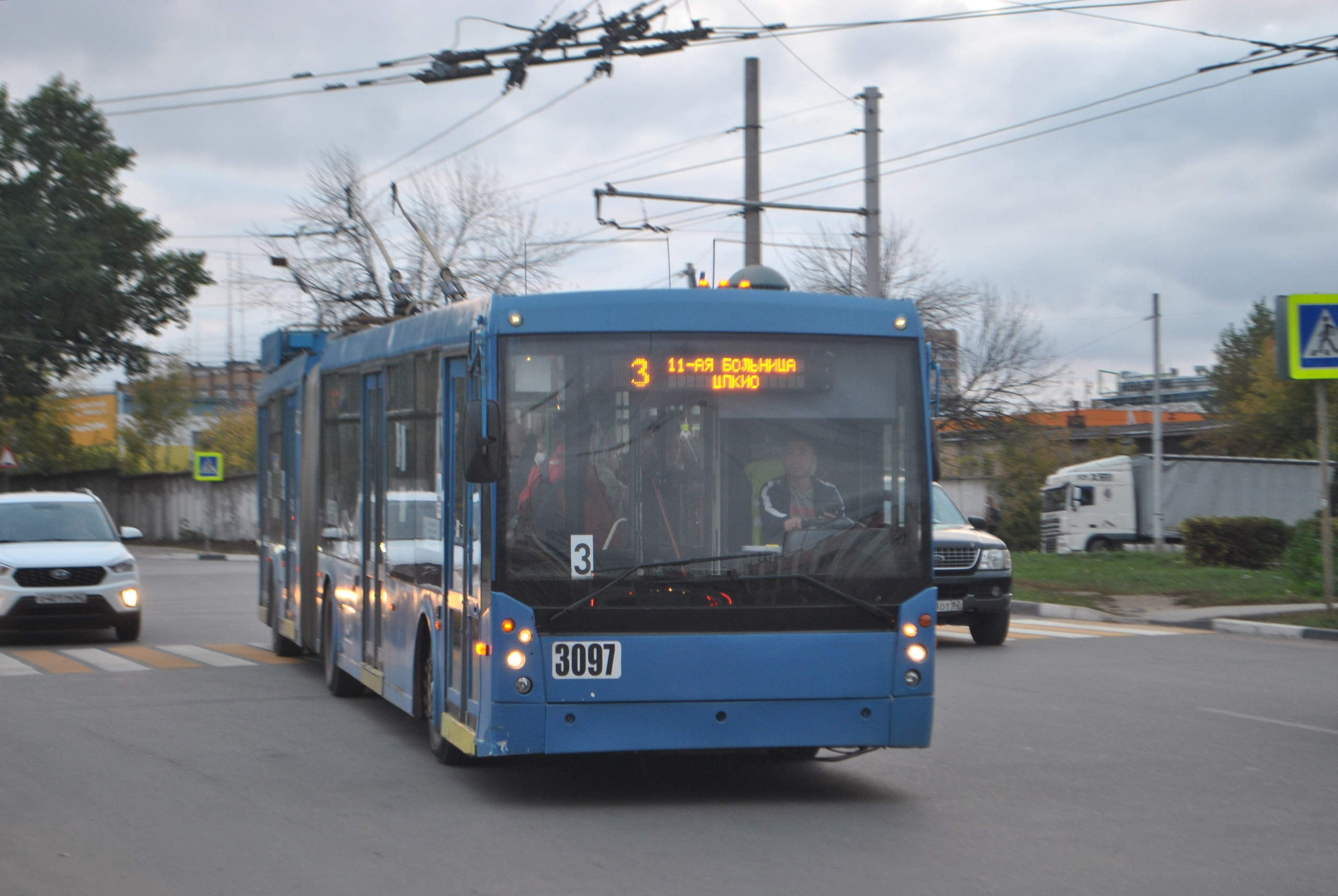
Троллейбус Тролза-6206.01 «Мегаполис» № 3097 на маршруте № 3

В Рязани эксплуатируются троллейбусы следующих моделей и модификаций:
| Модель                  | Модификация               | Годы производства                                      | Запуск в линию  | Количество                    | Примечание                                       |
| ----------------------- | ------------------------- | ------------------------------------------------------ | --------------- | ----------------------------- | ------------------------------------------------ |
| ЗиУ-682                 | ЗиУ-682                   | 1966 — 2011 гг.                                        | ?               | ?                             |                                                  |
| ЗиУ-682                 | ЗиУ-682Г                  | 1991 — 2011 гг.                                        | ?               | ?                             |                                                  |
| ЗиУ-682                 | ЗиУ-682Г                  | 1997 — 2007 гг.                                        | ?               | ?                             |                                                  |
| ЗиУ-682                 | ЗиУ-682Г                  | 1999 — 2004 гг. (некоторые экземпляры 2005 — 2009 гг.) | ?               | ?                             |                                                  |
| ЗиУ-682                 | ЗиУ-682Г                  | 2001 — 2011 гг.                                        | ?               | ?                             |                                                  |
| ЗиУ-682                 | ЗиУ-682Г                  | 2004 — сентябрь 2009 гг.                               | ?               | ?                             |                                                  |
| ЗиУ-682                 | ЗиУ-682Г                  | ?                                                      | ?               | ?                             | В кузове Тролза-5264.05 «Слобода»                |
| ЗиУ-682                 | ЗиУ-682Г                  | ?                                                      | ?               | ?                             | Обладает широкой передней дверью (б/у из Москвы) |
| ЗиУ-682                 | ЗиУ-682Г                  | ?                                                      | ?               | ?                             |                                                  |
| ЗиУ-682                 | ВЗТМ-5284                 | 2003 — ?                                               | ?               | ?                             |                                                  |
| Тролза-5275 «Оптима»    | Тролза-5275.05            | 2003 — 2009 гг.                                        | ?               | 1                             | б/у из Москвы                                    |
| ПКТС-6281 «Адмирал»     | ПКТС-6281.00 «Адмирал»    | 2020 — н.в.                                            | 2022            | 15                            |                                                  |
| ПКТС-6281 «Адмирал»     | ПКТС-6281.01 «Адмирал»    | 2020 — н.в.                                            | 2024            | 5                             |                                                  |
| МАЗ                     | МАЗ-203Т70                | 2015 — н.в.                                            | 2022            | 10                            |                                                  |
| Тролза-5265 «Мегаполис» | Тролза-5265 «Мегаполис»   | -                                                      | 2006 — 2017 гг. | 3                             | б/у из Москвы                                    |
| ВМЗ-5298.01             | ВМЗ-5298.01 (ВМЗ-463)     | 2002 — 2009 гг.                                        | ?               | ?                             | Б/у из Москвы и Санкт-Петербурга                 |
| ВМЗ-5298.01             | ВМЗ-5298.01-50 «Авангард» | 2007 — н.в.                                            | ?               | ?                             | Часть машин б/у из Москвы и Санкт-Петербурга     |
| ЛиАЗ-5280               | ?                         | ?                                                      | ?               | ?                             |                                                  |
| АКСМ-321                | ?                         | ?                                                      | ?               | 10(Один Б/У из Москвы списан) | Б/у из Санкт-Петербурга                          |
| БТЗ-5276-04             | -                         |                                                        | ?               | ?                             |                                                  |
| ПТЗ-5283                | -                         | ?                                                      | ?               | 2                             | Б/у из Санкт-Петербурга                          |
| КТГ                     | КТГ-2                     | 1976 — 1993 гг.                                        | 1977 г.         | 1                             |                                                  |

Исторический подвижной состав:
- МТБ-82Д — работали с 1949 по 1973 год
- ЗиУ-5, ЗиУ-5Г, ЗиУ-5Д — работали с 1961 по 1984 год
- ЗиУ-682Б — работали с 1972 примерно до конца 1980-х — начала 1990-х годов
- ЗиУ-682В — работали с 1980 по 2005 год
- ЗиУ-682В [В00] — работали с 1985 по 2009 год
- ЗиУ-682В-012 [В0А] — работали с 1988 по 2010 год
- ЗиУ-682В-013 [В0В] — работали с 1990 по 2013 год
- ЗиУ-620501 — единственный экземпляр в городе, работал с 1998 по 2019 год
- ЗиУ-682Г-016.02 (с широкой передней дверью) — б/у из Москвы, прибыли в 2020 году. Были списаны в конце 2021 года, так и не вышедши на линию.
- МТрЗ-52791 «Садовое кольцо» — впервые вышел на линию 20 июня 2012 года, но уже через несколько дней был разбит в ДТП. После этого единично работал 12 и 15 сентября 2012 года, а после совсем перестал выходить на линию. В феврале 2014 года продан в Брянск, где впоследствии был списан и порезан в октябре 2023 года.
- ТМЗ-5235 — экспериментальный троллейбус производства Тушинского машиностроительного завода на базе автобуса ЛиАЗ-5292, выпущен в 2005 году. До 2018 года работал в Москве и был передан в Рязань с партией других троллейбусов. Этот экземпляр был ненадежным и часто ломался, в том числе и в первый день после выпуска на линию, пока осенью этого же года не был отставлен навсегда. Списан и утилизирован(11.2023).
- ВМЗ-62151 «Премьер» — прибыло 3 экземпляра из Москвы в 2020 году. Списаны в 2022 году, так и не вышедши на линию.

Всего 142 машины, не считая отстраненных от работы, в том числе 1 грузовой и 1 учебный, из них в рабочем состоянии 111 машин.

## Стоимость проезда
Стоимость проезда с 1 января 2025 года составляет 33 рубля при наличном расчёте и 31 при безналичном расчёте. Пассажиры могут расплатиться наличными деньгами, банковскими картами, электронными проездными билетами «УмКА» и Единой цифровой картой жителя Рязанской области.

## Перспективы развития
Ещё в советские годы были планы продления троллейбусного сообщения Рязани до курортного посёлка Солотча, расположенного примерно в 15 км от правобережной части города на противоположном берегу реки Оки. Однако планы эти до сих пор не были реализованы.
В июле 2021 года МУП «УРТ» объявило тендер на продление троллейбусной линии до остановки «Ул. Новосёлов, 60», но этот план не был реализован в связи с тем, что ни одна компания не прибыла на участие.
В 2022 году губернатор Рязанской области Павел Малков обратил внимание на состояние МУП УРТ. Поручил разработать проекты о реконструкции и замене контактной сети троллейбуса и реформы общественного транспорта